# Meuscha
Meuscha ist eine Wüstung im Grenzbereich der Städte Dohna und Heidenau im Landkreis Sächsische Schweiz-Osterzgebirge, Sachsen.

## Lage

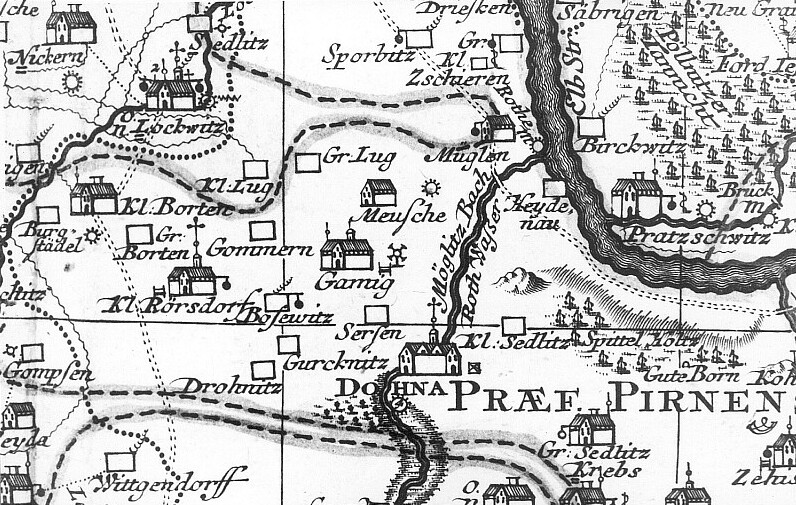
„Meusche“ auf einer Karte aus der Mitte des 18. Jahrhunderts (Bildmitte)

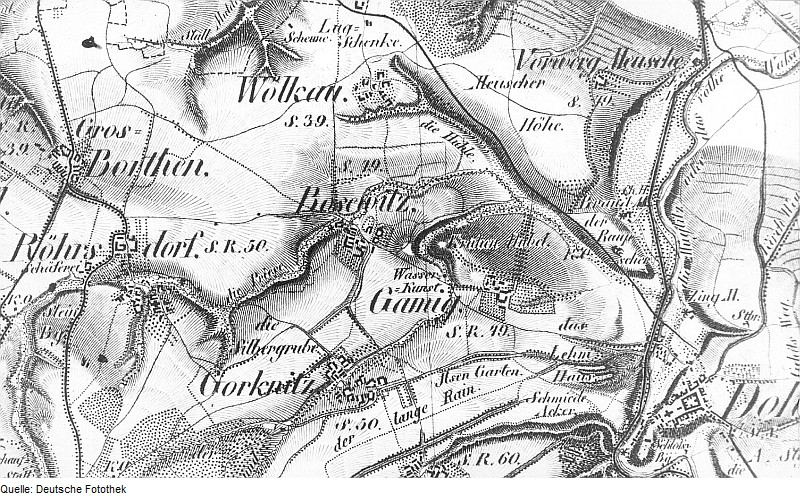
„Vorwerg Meusche“ auf einer Karte aus dem 19. Jahrhundert (oben rechts)

Die Wüstung Meuscha befindet sich in der gleichnamigen Gemarkung auf dem Gebiet der Stadt Dohna. Sie liegt unmittelbar an der Grenze zu Heidenau, etwas nördlich des Zentrums des Landkreises Sächsische Schweiz-Osterzgebirge. Etwa anderthalb Kilometer weiter nordwestlich verläuft die Grenze der Landeshauptstadt Dresden. Der Bereich der alten Dorfstelle wird landwirtschaftlich genutzt. Er liegt an der Kuppe der Meuschaer Höhe (206 m ü. NN), die nach Osten ins Müglitztal und nach Norden zum Elbtalkessel hin abfällt. Benachbarte, noch bestehende Siedlungen sind Dohna im Südosten und dessen Ortsteile Gamig im Süden und Bosewitz im Südwesten sowie die Heidenauer Ortsteile Wölkau im Westen, Gommern im Norden und Heidenau selbst im Osten. Ungefähr einen Kilometer südlich der Wüstung führt die Grünbrücke Meuscha über den Landschaftstunnel Meuschaer Höhe (Bundesautobahn 17). Zwischen Bosewitz und Meuscha befindet sich Blochwitz, eine weitere Wüstung.

## Geschichte
Meuscha war dem Namen nach eine slawische Ortsgründung. Erstmals erwähnt wurde es 1378 als „Mischow“. Erklären lässt sich der Ortsname einerseits als Ableitung *Mišov aus dem Kurznamen Miš eines sorbischen Lokators, der sich wiederum auf den Vornamen „Milorad“ beziehen könnte. Andererseits könnte die Bezeichnung auch *Myšov zu altsorbisch *Myš (Maus) bedeuten, also „Siedlung, wo es viele Mäuse gibt“. Im Laufe der Jahrhunderte trat der Ortsname unter anderem in den Formen „Myschaw“, „Mischo“, „Meuschaw“, „Meischa“ und „Meusche“ auf. Bis in die Gegenwart blieben Flurnamen wie „Wüste Mark Meuscha“, „Meuschaer Seite“, „Meuschaer Stück“ und „Meuschaer Höhe“ erhalten. Sowohl in Heidenau als auch in Dohna weisen Straßen namens „Meuschaer Weg“ auf das frühere Dorf hin.
Vorläufer der heutigen Wüstung war ein über mehrere Jahrhunderte lang bestehendes Dorf, das als Meuscha 1393 und 1555 Erwähnung findet. Mitte des 16. Jahrhunderts lebten in Meuscha fünf besessene Mann, die dreieinhalb Hufen bewirtschafteten, und acht Inwohner. Dieses Dorf war der Pfarre Dohna zinspflichtig, in die es auch eingepfarrt war, und gehörte verwaltungsmäßig zum Amt Dresden. Im Dreißigjährigen Krieg wurde es um 1640 durch schwedische Truppen zerstört und danach nicht wieder aufgebaut.
Aus dem Dorf ging ein 1656 erstmals in den Urkunden genanntes Vorwerk hervor. Dieses findet auch 1791, 1834 und darüber hinaus Erwähnung und hatte 1842 eine Gutsblockflur mit einer Fläche von 95 Hektar. Wie schon das vormalige Dorf, war das Vorwerk Meuscha nach Dohna eingepfarrt. Seit dem 17. Jahrhundert war es mit dem Rittergut Gamig verbunden und gehörte deshalb verwaltungsmäßig zum Amt Pirna. Grundherren waren nacheinander die Herren von Bärenstein, die Herren von Hanau, Graf Wolf Lorenz von Hofkirchen, die Herren von Heinicke, die Grafen von Bose, die Grafen von Vitzthum und die Herren von Lüttichau.
Auf Grundlage der Sächsischen Landgemeindeordnung von 1838 wurde Meuscha wie auch das benachbarte Gamig Teil der Landgemeinde Bosewitz. Auf Grund der räumlichen Nähe gründeten die heute zu Dresden zählenden Gemeinden Klein- und Großluga im Jahr 1841 einen gemeinsamen Schulverband mit Gommern, Meuscha und Wölkau. Das entsprechende eigene Schulhaus entstand bis Oktober 1841 in Großluga. Mitte des 19. Jahrhunderts wurde das Vorwerk Meuscha aufgegeben und die Gutsgebäude verfielen bis zum schlussendlichen Abriss. Die nun unbebaute Meuschaer Flur wurde als Teil von Bosewitz 1950 nach Gorknitz und 1993 wiederum nach Röhrsdorf eingemeindet, gehört seit dessen Eingemeindung 1999 zu Dohna und besteht als eigenständige Gemarkung bis heute fort. Nicht weit von der alten Dorfstelle entfernt, entstand 1921/22 das Heidenauer Albert-Schwarz-Bad.